# Strenner Antal
Strenner Antal (2001. december 5. –), ismertebb nevén Whisper Ton, magyar táncművész és közösségi médiás személyiség. A TV2 Dancing with the Stars című műsorának ötödik évadának nyertese, valamint a Sparkly üdítőital márka tulajdonosa.

## Életpályája
Strenner Antal, ismertebb nevén Whisperton, 2001. december 5-én született. Pályafutását a TikTok videók világában kezdte, ahol gyorsan kiemelkedett a szórakoztató, életstílusról és utazásokról szóló tartalmaival. Jelenleg több mint 1,1 millió követője van, ami Magyarországon kiemelkedő eredménynek számít. A Forbes magazin 2023-ban Magyarország második legértékesebb influenszerének választotta. A közösségi média mellett a Dancing with the Stars című műsorban is bemutatkozott, ahol tánctudása és szórakoztató személyisége révén nagy népszerűségre tett szert.
Tartalmai nemcsak könnyed szórakozást kínálnak, hanem komolyabb társadalmi kérdéseket is érintenek, mint például az LMBT közösség helyzete. Nyíltan vállalja homoszexualitását és fontosnak tartja az elfogadás hangsúlyozását. 